# Carole Lesley
Carole Lesley (27 de mayo de 1935 - 28 de febrero de 1974) fue una actriz inglesa

## Biografía
Su verdadero nombre era Maureen Rippingale, y nació en Chelmsford, Inglaterra, dejando su hogar a los 16 años de edad a caisa de su deseo de "llegar a ser una estrella".
Ella actuó en varias películas de finales de la década de 1950 y comienzos de la de 1960, entre ellas Woman in a Dressing Gown (1957), cinta que en 1958 obtuvo un Premio Globo de Oro. También tuvo una actuación televisiva, encarnando a Helena de Troya en el episodio de una serie.
Sin embargo, la productora Associated British Picture Corporation decidió finalizar su contrato, lo cual la afectó profundamente, desapareciendo de la vida pública. Posteriormente fue a vivir a una casa adosada del norte de Londres, y en 1973 se decía de ella que estaba profundamente deprimida.
Carole Lesley fue encontrada muerta por su marido, Michael Dalling, en su domicilio en el barrio de New Barnet el 28 de febrero de 1974. Se determinó que había muerto por una sobredosis voluntaria de una droga.

## Filmografía
- 1947 : The Silver Darlings
- 1949 : Trottie True
- 1954 : The Embezzler
- 1956 : Yakity Yak (serie TV)
- 1957 : The Good Companions
- 1957 : Woman in a Dressing Gown
- 1957 : These Dangerous Years
- 1959 : No Trees in the Street
- 1959 : Operation Bullshine
- 1960 : Doctor in Love
- 1960 : ITV Play of the Week (serie TV), episodio "Tiger at the Gates"
- 1961 : Three on a Spree
- 1961 : What a Whopper
- 1962 : The Pot Carriers